# روح زمانه
روح زمانه (به آلمانی: Zeitgeist) یا جو غالب فرهنگیِ عصر، ترجمهٔ واژه‌ای است فلسفی از زبان آلمانی که خود برگرفته از زبان لاتین (به لاتین «genius saeculi») است. این عبارت آلمانی از طریق زبان انگلیسی تقریباً به همهٔ زبان‌های دنیا راه باز کرده و بدون تبدیل به زبان بومی، مورد استفاده قرار می‌گیرد. روح زمانه روش و نوع تفکر و احساسات یک مقطع زمانی یا به عبارت دیگر دوران خاصی را تشریح یا توجیه می‌کند.
واژهٔ مرکب Zeitgeist از دو کلمهٔ آلمانی «تسایت» (زمان) و «گایست» (روح) تشکیل شده‌است. این واژه برای نخستین‌بار توسط یوهان گوتفرید هردر، شاعر و فیلسوف آلمانی، در سال ۱۷۶۹ ساخته و پرداخته شد. هردر در یکی از کتاب‌های خود، نوشتاری از زبان‌شناس آلمانی کریستیان آدولف کلوتس را به تمسخر گرفت. «کلوتس» در نوشتهٔ خود خواسته بود با تعبیر شکل و تاریخ سکه‌ها، شخصیت اقوام را تعریف و توجیه کرده و علاقه‌ها و احساسات هنری اقوام را تعبیر کند.
این واژه پس از انقلاب فرانسه جهانی شد. در زبان فلاسفهٔ قدیم، به عنوان قطب مقابل «genius saeculi» که همان «روح زمانه» است، واژهٔ لاتین «genius loci» یعنی «روح مکان» به کار می‌رود.